# Torpedojäger-Abzeichen

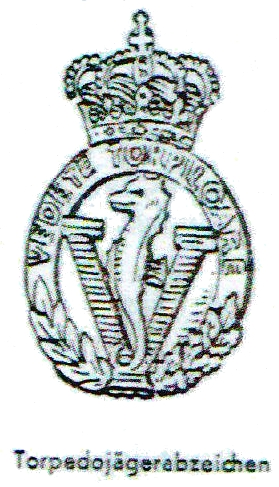
Das rumänische Torpedojäger-Abzeichen

Das Torpedojäger-Abzeichen war ein während des Zweiten Weltkriegs verliehenes rumänisches Kriegsabzeichen an Angehörige der königlich rumänischen Marine, welches am 27. Mai 1943 per Verordnung durch das Ministerium der Nationalen Verteidigung von Marschall Ion Antonescu gestiftet wurde.

## Verleihungsvoraussetzungen
Das Torpedojäger-Abzeichen für die Angehörigen der königlich rumänischen Marine wurde nur so lange getragen, wie der Beliehene auch seinen Dienst auf einem rumänischen Torpedoboot verrichtete. Es konnte jedoch auch bei besonderen Voraussetzungen auf Lebenszeit verliehen werden. So an alle bei Feindfahrten verwundeten Torpedojägerbesatzungsmitglieder, aber auch an den Kommandanten der Gruppe Torpedojäger sowie den Chefingenieur der Gruppe Torpedojäger unter deren Kommando bzw. technischer Anleitung das erste rumänische Torpedoboot in Dienst gestellt wurde. Ferner wurden mit dem Abzeichen auf Lebenszeit auch diejenigen Besatzungsmitglieder ausgezeichnet, die die ersten Besatzungen der ersten rumänischen Torpedoboote im Jahr 1940 (dem Jahr der Mobilitätsmachung) stellten. Unabhängig davon konnte das Torpedojäger-Abzeichen auch verliehen werden, wenn der Beliehene ohne Rücksicht auf evtl. Unterbrechungen mindestens drei Jahre auf Torpedojägern gefahren oder zwölf Feindberührungen vorweisen konnte.

## Aussehen und Trageweise
Das hochovale Torpedojäger-Abzeichen zeigt in seiner unteren Hälfte einen Lorbeerkranz und in seiner oberen die Inschrift: VEDETE TORPILOARE. In dessen Mitte ist zentral ein Seepferd zu sehen, welches auf einem übergroßen V (für Rum. "vedetă": kleines schnelles Patrouillen- oder eben Torpedoboot von Frz. "vedette") ruht. Das obere Ende des Kriegsabzeichen ziert die königlich rumänische Krone. Die Ausführung des Abzeichens war für Offiziere vergoldet, für Maate und Matrosen versilbert. Getragen wurde es als Steckkreuz zu allen militärischen Anzügen über und nicht wie sonst üblich unter der linken Ordensschnalle.